# Ула Џонсон
Ула Џонсон (енгл. Ulla Johnson) је америчка дизајнерка и власница истоименог бренда одеће. 

## Рани живот и образовање
Њена мајка је Српкиња, а отац Данац; обојица су археолози који су се срели на ископинама у Југославији. Џонсонова је рођена и одрасла у Јорквилу, на Менхетну,  и похађала је Bronx High School of Science. На Универзитету у Мичигену стекла је двоструке дипломе из психологије и женских студија.  Као дете, толико се кретала са својим родитељима археолозима, укључујући ископавања у Ирану и Немачкој, да је себе описала као глобалног номада.  Њена мајка је сакупљала локални текстил и накит, што је покренуло доживотно интересовање за традиционалне занате. 

## Каријера
Џонсонова је покренула бренд 1999. на Менхетну одмах након дипломирања.  Такође је основала своју линију са пет скројених делова и самофинансирајућим 5000 долара.  Њена прва велика пауза била је 2000. када је Barney's купио њену колекцију,  што је довело до дугог дружења; Barney's је приредио забаву у њену част 2016.    2014. бренд је имао своју прву сезонску презентацију током Недеље моде у Њујорку.  У фебруару 2017. формат је промењен у ревије на писти. Излагала је у култним њујоршким културним институцијама, укључујући Парк четири слободе, Линколн центар, њујоршку јавну библиотеку и двориште лепих уметности у Бруклинском музеју.  
2017 Џонсон је отворила свој први бутик у Њујорку.  2019. отворена је друга продавница.   
Естетика Уле Џонсон је описана као слободна, транспортна и женствена. Послужује се урбанизованој клијентели.   Колекције Уле Џонсон се налазе широм света у многим најпрестижнијим светским продавцима, укључујући Bergdorf Goodman, Neiman Marcus и Le Bon Marche, између осталих.
Џонсонова је инвестирала у њен ланац снабдевања, радећи са занатлијама из Перуа, Кеније, Индије, Уругваја, Филипина и Африке. Џонсон сматра да се овај приступ не односи само на аутентичност и лепоту, већ и на економско оснаживање руралних заједница које често воде жене. 
2018. Џонсон је сарађивала са дизајнером Гаретом Лејтом из Лос Анђелеса на колекцији наочара. 
2019. Џонсон је сарађивала са Боби Браун, колекција која је распродата. Друга колекција лансирана 2021.  
Џонсонова је сарађивала са пејзажним архитектом Мирандом Брукс на шеми садње испред продавнице у Амагансету. Миранда је такође креирала баште у Бруклину и Монтоку.  
2020. Џонсонова је удружила снаге са архитектом Рафаелом де Карденасом како би дизајнирала и изградила изложбени простор од 2100 квадратних стопа свог бренда у Њујорку. Налази се у улици Лафајет, у близини њеног студија у Соху .  
У фебруару 2021. Џонсон је најавила лансирање врхунског тексаса, део колекције за јесен 2022. Ручно израђено у Лос Анђелесу, користећи одрживе праксе. 
Њен филантропски рад фокусиран је на подршку заговарању жена, социјалној правди, очувању заната и очувању животне средине.   

## Лични живот
Ула Џонсон живи у Бруклину са супругом и троје деце. Она ради у седишту своје компаније у Соху. 